# Charbrowska Struga
Charbrowska Struga – struga, prawostronny dopływ Łeby o długości 19,6 km i powierzchni zlewni 45,47 km².
Źródła strugi znajdują się na północny zachód od miejscowości Bargędzino na Wysoczyźnie Żarnowieckiej. Struga przepływa przez obszar gminy Wicko oraz przez miejscowości Nieznachowo, Wrześcienko, Wrzeście, Charbrowo i kilka kilometrów za wsią Charbrowo uchodzi do Łeby.
W 1948 roku została zniesiona nazwa Muhlenbach i wprowadzona na jej miejsce Charbrowska Struga.